# Emilio Bonifazi
Emilio Bonifazi (n. 18 iulie 1961, Frasso Sabino, Lazio, Italia) este un politician italian, primarul Grossetei (2006–2016) și președinte al provinciei Grosseto (2014–2016).